# 浙江省作家协会
浙江省作家协会，简称浙江省作协，是中华人民共和国浙江省文学工作者组成的专业性人民团体，是中国作家协会的团体会员。其最高权力机构为浙江省作家协会代表大会。

## 历届主席
第一届-第六届
（待补资料）
第七届
名誉主席：叶文玲、黄亚洲。主席：程蔚东。
副主席：吴天行、王旭烽、张廷竹、吴秀明、黄先钢、赵和平、何志云、袁敏、嵇亦工、杨东标、吴琪捷
第八届
主席：麦家。
副主席：臧军、王旭烽、黄先钢、袁敏、嵇亦工、吴琪捷、袁亚平、褚佩荣（笔名荣荣）、竹雄伟（笔名艾伟）、汤红英（笔名汤汤)
第九届
主 席：竹雄伟（艾伟）。
副主席：臧军、褚佩荣（荣荣）、汤红英（汤汤）、陆春祥（陆布衣）、方卫平、黄哲贵（哲贵）、钟求是、鲁强（鲁引弓）、张凤翔（管平潮。）